# Martin Nell
Martin Nell (* 12. September 1960 in Düsseldorf; † 28. März 2015 in Hamburg) war ein deutscher Ökonom und Professor für Betriebswirtschaftslehre (BWL), insbesondere Versicherungsbetriebslehre an der Fakultät Wirtschafts- und Sozialwissenschaften der Universität Hamburg.

## Leben
Martin Nell studierte vom 1. April 1982 bis 30. September 1983 Sozial- und Wirtschaftsgeschichte in Hamburg. Vom 1. Oktober 1983 bis 30. September 1988 absolvierte er ein Studium der Volkswirtschaftslehre (VWL) in Hamburg und erlangte den Abschluss Diplom-Volkswirt.
Vom 1. Oktober 1988 bis 31. März 1993 hatte Nell eine Anstellung als Wissenschaftlicher Mitarbeiter am Institut für Versicherungsbetriebslehre bei Walter Karten an der Universität Hamburg. Am 13. November 1992 promovierte er mit Summa cum laude an der Universität Hamburg. Das Thema seiner Dissertation lautete Versicherungsinduzierte Verhaltensänderungen von Versicherungsnehmern. Eine Analyse der Substitutions-, Moral Hazard- und Markteffekte unter besonderer Berücksichtigung der Krankenversicherung. 1993 wurde seine Dissertation mit dem Ernst-Meyer-Preis der Geneva Association of Risk and Insurance ausgezeichnet.
Vom 1. April 1993 bis 30. September 1996 fungierte Martin Nell als Wissenschaftlicher Assistent (C1) am Institut für Versicherungsbetriebslehre bei Walter Karten an der Universität Hamburg. Am 2. Oktober 1996 habilitierte er im Fach Betriebswirtschaftslehre an der Universität Hamburg.
Vom 1. Oktober 1996 bis 11. Mai 1997 hatte Nell eine Vertretungsprofessur für Betriebswirtschaftslehre, insbesondere Versicherungswirtschaft an der Johann Wolfgang Goethe-Universität Frankfurt am Main inne. Vom 12. Mai 1997 bis 31. März 2001 agierte er als Professor für Betriebswirtschaftslehre, insbesondere Versicherungswirtschaft an der Johann Wolfgang Goethe-Universität Frankfurt am Main.
Seit dem 1. April 2001 war Martin Nell Geschäftsführender Direktor des Instituts für Versicherungsbetriebslehre an der Universität Hamburg.
Herr Nell war verheiratet und hatte eine Tochter.

## Forschungsschwerpunkte
Seine Forschungsschwerpunkte waren Versicherungsökonomie, Gesundheitsökonomie und Ökonomische Analyse des Rechts.

## Schriften (Auswahl)
- Versicherungsinduzierte Verhaltensänderungen von Versicherungsnehmern. Eine Analyse der Substitutions-, Moral Hazard- und Markteffekte unter besonderer Berücksichtigung der Krankenversicherung, VVW Verlag, Karlsruhe 1993, ISBN 3-88487-355-5 (Zugleich: Universität Hamburg, Dissertation)
- Das moralische Risiko und seine Erscheinungsformen, Verlag Versicherungswirtschaft, Karlsruhe 1998, ISBN 3-88487-730-5
- Holger Drees / Robert Koch / Martin Nell (Herausgeber): Aktuelle Probleme des Versicherungsvertrags- und Vermittlerrechts, VVW Verlag, Karlsruhe 2012, ISBN 978-3-89952-662-2